# 前田利久 (藩主)
前田 利久（まえだ としひさ）は、江戸時代中期から後期の大名。越中富山藩の第7代藩主。

## 生涯
宝暦12年（1762年）3月16日、第5代藩主・前田利幸の長男として富山で生まれる。父・利幸が死去した時に生まれて間もなかったため、家督は叔父の利與が継いだ。宝暦13年（1763年）8月16日に利與の養子となり、安永6年（1777年）11月8日に利與の隠居に伴い家督を継いだ。
天明7年（1787年）8月7日に死去した。享年26。利與の子で従弟にあたる利謙が養子として跡を継いだ。

## 系譜
- 父：前田利幸
- 母：律 - 市原氏
- 養父：前田利與
- 正室：無し
- 養子
  - 男子：前田利謙 - 前田利與の長男